# Southern hound

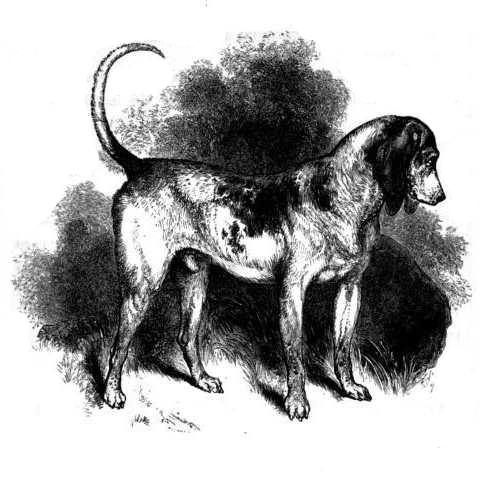
Southern Hound, ilustración de The dog (1852)

El perro meridional (Southern hound) era una raza de perro que existía en Gran Bretaña probablemente hasta algún momento en el siglo XIX. La fecha exacta de su extinción no se conoce; es probable que se mezclaran gradualmente con otras razas hasta que la auténtica línea de sangre Sur Hound dejó de existir.
Los orígenes de la Southern Hound son igualmente claras. La mayoría de los escritores sugieren que se deriva de la Talbot, que era predominantemente blanco, lento, gutural, aroma perro, también de origen incierto, aunque a veces se afirma que vino de Normandía. Se sugiere que en algún momento el Talbot se cruzó con galgos para darles un extra de velocidad. [1] Sin embargo, en "El perro", publicado en 1852, William Youatt afirma que el perro meridional pudo haber existido en Gran Bretaña desde la antigüedad en lugar de ser traídos de Francia por los normandos. [2]
El perro meridional era un perro bastante pesado con cabeza cuadrada, y las orejas largas. Tenía un pecho profundo, un cuerpo huesudo largo y una melodiosa voz profunda. Era un perro lento, pero con excelentes habilidades de venteo y se empleó para seguir el rastro de la cantera durante una cacería. Debido a su falta de velocidad y la naturaleza deliberada, se consideró la mejor opción para juego de la caza, como liebre o ciervos, que finalmente se agota en su búsqueda incesante, pero, a diferencia de un zorro o un conejo, no pudo escapar a la seguridad de un antro o madriguera. [3]
Todavía era común al sur del río Trent en el siglo XVIII. Más al norte del País Beagle Norte o Norte Hound fue favorecido. Este era un perro más rápido, pero probablemente carecía de la delicada nariz del perro meridional. En su perro, en la salud y la enfermedad en 1859, "Stonehenge" (el seudónimo de John Henry Walsh, editor de The Field) dice que las dos razas podrían diferenciarse por la gran papada presente en el perro meridional, pero el ejemplo de el perro meridional en el mismo libro carece de este detalle. Hasta qué punto el Talbot, en el norte y el sur de Hound Hound se entremezclan es imposible determinar. Los autores que escriben en la mitad del siglo XIX ya estaban teniendo dificultades para distinguir entre las tres razas [3]
El perro meridional parece haber caído en desgracia durante el siglo XVIII como la moda de los cazas más cortos condujo al desarrollo del raposero más rápido. Youatt escribió que todavía se embala en uso en Devon en el siglo XIX y que el perro meridional a veces se utiliza conjuntamente con raposero paquetes para ayudar a recoger el rastro frío cuando el paquete perdió el rastro. [2] Algunos estaban empleados en Gales en cazas turón (que podría durar varios días), y parece que se han utilizado para cazar nutrias antes de ser empleado como pie de cría para el desarrollo de la Otterhound. [4]
El famoso criador sabueso Edwin Brough informó que en 1881 se utilizó un pura raza perro meridional, 'Clara', (en la foto en este artículo) como una cruz a sus sabuesos, y esto outcross fue criado desde dentro de la población moderna de sabuesos. [5]
Muchas de las razas de perro modernos se cree que tienen el sur de Blood Hound: beagles, Harriers, raposeros, Coonhounds y sabuesos entre otros.
- Datos: Q39225